# Formación T

Una formación T común (la Power T).

En el fútbol americano, una formación T es una formación utilizada por un equipo ofensivo en la cual tres running backs se alinean en fila a acerca de cinco yardas detrás del quarterback, formando una figura parecida a una letra "T".
Se han desarrollado numerosas variaciones de la formación T, incluyendo la Power-T, donde son usados dos tight ends, la Split-T, que usa un tight end y un wide receiver, o la Wing T, donde uno de los running backs (o wingback) se alinea un paso detrás al lado del tight end.

## Caída en desuso
La formación T original rara vez es usada en el fútbol americano moderno, pero fue muy exitosa en la primera mitad del siglo XX, llevando a un juego más rápido y con más anotaciones. El uso de la formación T fue popularizada por los equipos de fútbol americano de las universidades de Minnesota en las décadas de 1930 y 1940 al lograr ganar cinco títulos nacionales y por Oklahoma en la década de 1950 al lograr ganar 47 partidos de manera consecutiva y tres títulos nacionales. También fue una arma clave utilizada por los Chicago Bears para derrotar a los Washington Redskins, por marcador final de 73–0, en el Juego de Campeonato de 1940 de la NFL. 
La formación es usada aún en pocas ocasiones en el fútbol americano a nivel de high school. Algunas universidades pequeñas, particularmente en Míchigan, aún usan la formación T. Incluso aún es usada en algunos niveles como formación de línea de gol.

## Uso moderno
A pesar de todo, las innovaciones clave de la formación T aún dominan al juego ofensivo moderno. 
- Primero: la formación T fue la primera ofensiva en la que el quarterback tomaba el balón por debajo del centro y después o entregaba el balón a un corredor o retrocedía (drop back) y mandaba un pase. En las primeras ofensivas de lo que ahora se conoce como fútbol americano se utilizaba al quarterback (usualmente llamado "back bloqueador") principalmente como un bloqueador y el balón normalmente iba directamente a un halfback o a un tailback. Colocar al quarterback detrás del centro hacía (y aún lo hace) muy impredecible a una ofensiva ya que es muy difícil predecir una jugada basados solo en una formación determinada.

- Segundo: la formación T permitía a los running backs recibir la entrega de balón del quarterback y correr a toda velocidad. Esto a su vez permitió esquemas de bloqueo más complejos y le dio al juego ofensivo una pequeña ventaja temporal, pero muy significativa.

- Otras ventajas que ofrecía la formación T fueron: la habilidad del QB de fingir varios tipos de entrega de balón (lo que llevó a las jugadas conocidas como "option"), jugadas desarrolladas de manera más rápida que la single wing, se requieren menos bloqueos de doble equipo porque el corredor ataca el hueco hecho entre los bloqueadores de forma más rápida, el corredor puede escoger huecos diferentes al planeado originalmente (debido a los bloqueos sencillos en la línea de scrimmage), el centro era un bloqueador más efectivo porque su cabeza estaba colocada hacia arriba al entregarle el balón al quarterback, y los backs podían ser menos versátiles que los requeridos en una formación single-wing.